# Jan Nepomucen Umiński
Jan Nepomucen Umiński, född 5 februari 1778 i Czeluścin, död 1851 i Wiesbaden, var en polsk general.
Umiński stred helt ung under Tadeusz Kościuszko och gick 1806 i fransk tjänst. Han deltog i kriget mot österrikarna som överste, bevistade fälttåget 1812, varunder han blev brigadgeneral, och tillfångatogs vid Leipzig.
Under polska resningen 1831 blev han generallöjtnant i Polens armé och stred ärofullt, men utan framgång. Sedan resningen nedslagits, flydde Umiński till Frankrike och England.
En viss betydelse som källskrift har Umińskis arbete Récit des événements militaires de la bataille d'Ostrolenka (1832).